# هوارد ثورستون
هوارد ثورستون (بالإنجليزية: Howard Thurston)‏ هو ساحر استعراضي أمريكي، ولد في 20 يوليو 1869 في كولومبوس في الولايات المتحدة، وتوفي في 13 أبريل 1936 في ميامي في الولايات المتحدة بسبب ذات الرئة.

## وصلات خارجية
- هوارد ثورستون على موقع IMDb (الإنجليزية)
- هوارد ثورستون على موقع الموسوعة البريطانية (الإنجليزية)